# 超声心动描记术

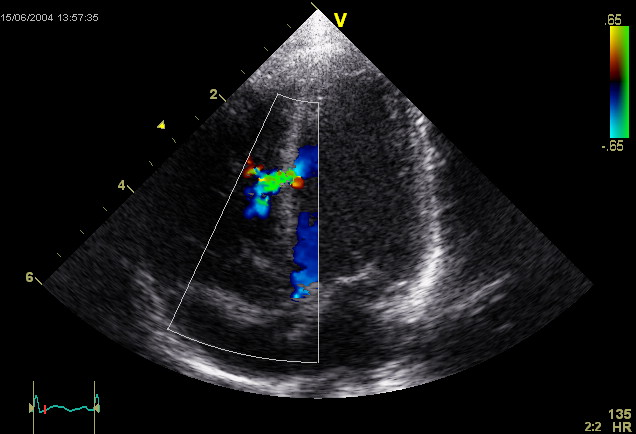
传统二维超声心动图

三维实时成像

超声心动描记术（echocardiography）简称心脏超声（cardiac ultrasound）、心超，是一种利用超声波检查心脏的技术，其使用回声成像方法探查心脏和大血管结构和功能信息。借由此种技术所产生的影像或图片，称为超声心动图（echocardiogram，cardiac echo）。
心超除了使用标准的超声波技术，也使用多普勒超声，最常见的显示法是心脏的二维图片。现在最新的超声诊断系统采用三维即时成像。耗時大約15-20分鐘，甚至更長。
除了产生心血管系统的两维图像，超声心动图使用脉冲或者连续超声波，能对任意位置的血液和心肌组织速度作出准确的测量。这样可以检测心脏瓣膜区域功能、左右侧心脏不正常联系、瓣膜逆流、以及心脏输出量的计算等。其他测量的参数包括心脏尺寸（腔室直径和室间隔厚度）和E/A比值。